# Pierwsza liga II
Pierwsza liga II – nowy sezon (ang. Major League II) – amerykański film komediowy z 1994 roku w reżyserii Davida S. Warda. Kontynuacja filmu Pierwsza liga z 1989 roku.
Film doczekał się kontynuacji filmu Pierwsza liga III: Powrót do źródeł z 1998 roku.

## Opis fabuły
Roger Dorn (Corbin Bernsen), nowy właściciel drużyny z Cleveland, mianuje trenerem doświadczonego Jake'a Taylora (Tom Berenger). Niestety, bejsboliści po spektakularnej wygranej w poprzednim sezonie spoczywają na laurach, przegrywając mecz za meczem. Spadek formy Ricka (Charlie Sheen) i jego kolegów powoduje, że klub popada w poważne kłopoty finansowe. Dopiero kiedy Dorn oznajmia zawodnikom, że sprzeda zespół poprzedniej właścicielce, sportowcy próbują pokazać, że są najlepsi.

## Obsada
- Charlie Sheen jako Rick "Wild Thing" Vaughn
- Tom Berenger jako Jake Taylor
- Corbin Bernsen jako Roger Dorn
- Dennis Haysbert jako Pedro Cerrano
- James Gammon jako Lou Brown
- Omar Epps jako Willie "Mays" Hayes
- Bob Uecker jako Harry Doyle
- David Keith jako Jack Parkman
- Takaaki Ishibashi jako Isuro Tanaka
- Margaret Whitton jako Rachel Phelps
- Eric Bruskotter jako Rube Baker
- Alison Doody jako Rebecca Flannery
- Michelle Burke jako Nikki Reese

i inni